# Martha Dejonckheere
Martha Dejonckheere (Rumbeke, 26 januari 1761 – Roeselare, 20 oktober 1847) was een Belgische kloosterzuster. Zij was de stichter van het klooster van de Zusters van Liefde in Roeselare en een van de pioniers van het armenonderwijs en -ziekenzorg in de stad, nog voor de oprichting van de kloostergemeenschap zelf.

## Biografie
Martha Dejonckheere startte in 1792 de eerste armenschool in Roeselare. Deze school bevond zich op het huidige Polenplein en leidde ze tot 1818. Ze kreeg daarvoor een vergoeding van het Bureel van Weldadigheid. Ze was op de school actief met nog twee andere ongehuwde vrouwen en verdienden verder hun kost met spinnen, een stiel die ze de arme meisjes ook aanleerden. In 1818 werd een officiële armenschool in de stad opgericht en werd het project van Dejonckheere stopgezet. 
Martha Dejonckheere en een van haar onderwijzeressen verhuisden naar een woning in de Bollenstraat. Voortaan wijdden zij zich aan de zorg voor arme zieken. Deze verhuis wordt aanzien als de stichting van het plaatselijke klooster van de Zusters van Liefde. Dejonckheere verzamelde rond haar enkele ongehuwde vrouwen die zich ontfermden over de ziekenzorg. Deze groep werd begeleid door E.H. Bernard Nachtergaele, superior van het Klein Seminarie. In de jaren 1820 kregen de Zusters van Liefde de zorg toegewezen voor een zogenaamde oudevrouwenhuis en later nog een oudemannenhuis. Tijdens de cholera-epidemie van 1832 waren de zusters ook bijzonder actief. 
In 1834 legden acht vrouwen waaronder Dejonckheere zelf de kloostergeloften af en werd de gemeenschap officieel een kloosterorde. Dejonckheere werd de eerste overste en deed in 1837 om gezondheidsredenen afstand van deze functie.

## Bron
- Cecile HINDRYCKX, 175 jaar Zusters van Liefde van Roeselare, Roeselare, 2009.